# Identificatiecode
Een ídentificatiecode (afgekort ID) is een code die een object (of andere entiteit) of groep van objecten identificeert en als zodanig functioneert als naam. De codes worden meestal gegeven voor een specifiek doel, zoals ordening of opname in een databank. Sommige identificatiecodes bevatten ook metadata, zo bevat het ISBN voor boeken onder meer een code van de uitgever.
Voorbeelden van identificatiecodes zijn het catalogusnummer van een kunstwerk in een museum, het burgerservicenummer van ingezetenen van Nederland, het ISSN voor tijdschriften, het IBAN voor bankrekeningen, en de postcode voor groepen adressen.
Ten tijde van de Tweede Wereldoorlog kregen Joden een nummer op hun lichaam getatoeëerd wanneer ze werden geregistreerd in een concentratiekamp om ze later gemakkelijk te kunnen identificeren.
Het oormerk van een koe is ook een vorm van een identificatiecode, de koe staat met dit nummer geregistreerd in een database en de boer kan eenvoudig alle ontwikkelingen registreren en later terugvinden middels de code.